# أليخاندرو أندرسون
أليخاندرو أندرسون (بالإسبانية: Alejandro Anderson)‏ هو ممثل أرجنتيني، ولد في 1930 في الأرجنتين.

## وصلات خارجية
- أليخاندرو أندرسون على موقع IMDb (الإنجليزية)
- أليخاندرو أندرسون على موقع قاعدة بيانات الفيلم (الإنجليزية)